# Eva Ruchpaul
Éva Ruchpaul (née en 1928, à Béziers) est une des premières femmes yogi d'Europe, une enseignante française de yoga, fondatrice de l'institut Éva Ruchpaul et auteur d'ouvrages sur le hatha yoga.

## Biographie
Née le 13 mars 1928 à Béziers, elle est atteinte de polio à 18 mois, une maladie qui paralyse son côté gauche et son bras droit. Sa famille quitte Béziers pour Alexandrie, en Égypte : son père y enseigne la philosophie au lycée français. Passant l'essentiel de son temps à l'hôpital, en rééducation, elle parvient à marcher à 12 ans  : « cela m'a éduqué à une forme de conscience en dehors de la conscience. Il y a des informations d'ordre empirique, je ne sais pas d'où elle me viennent »,.
En 1950, revenue à Paris, elle se marie avec Haymant Ruchpaul, brahmane des Indes, de dix ans plus âgé qu'elle, devenu kiné dans la capitale française, après être passé par l'Angleterre et l'Allemagne. Ses deux filles, Ananda et Shanti, naissent respectivement en 1956 et 1957. Elle se forme seule au yoga. En 1965, elle publie un premier ouvrage pour répondre à l'intérêt et la curiosite pour cette pratique. En 1970, elle crée un cours de yoga, incitée par son mari. Ce cours est l'un des premiers en Europe. Son enseignement acquiert une notoriété par le bouche-à-oreille, et voit passer des personnalités diverses. Elle est considérée à l'époque comme la chef de file des partisans d'une «école laïque du yoga» : « Le yoga est d'abord un équilibrant et chacun peut y trouver ce qu'il vient chercher. Nous enseignons un yoga non épuré, sans gymnastique, mais accessible à tous. Le corps n'est qu'un véhicule, un moyen, nous n'avons pas accès à l'imagerie mentale. Nous ne faisons d'ailleurs que respecter la loi du karma : vous êtes en Occident, restez-y. Ne devenez pas fakir, ne marchez pas sur les œufs, ne priez pas Brahmā ».

## Œuvres
- Hatha yoga : connaissance et technique, éditions Denoël, 1965[2]
- Philosophie et pratique du yoga, éditions Denoël, 1969
- La Demeure du silence, Entretiens avec Anne Philippe, Gallimard, 1975
- Hatha-yoga bien tempéré, Presses universitaires de France, 1978
- Le hatha yoga, Paris, éditions Denoël, 1985
- Précis de hatha-yoga, stade classique, éditions Elléboré, 2004
- Précis de hatha-yoga, stade fondamental, éditions Elléboré, 2004
- Précis de hatha-yoga, stade avancé, éditions Elléboré, 2005
- Yoga, sources et variations (avec Colette Poggi), éditions Elléboré, 2005